# Sveriges ambassad i Addis Abeba
Sveriges ambassad i Addis Abeba är Sveriges diplomatiska beskickning i Etiopien som är belägen i landets huvudstad Addis Abeba. Beskickningen består av en ambassad, ett antal svenskar utsända av Utrikesdepartementet (UD) och lokalanställda. Ambassadör sedan 2020 är Hans Henric Lundqvist. Till stor del fokuseras ambassadens arbete på utvecklingssamarbetet mellan Sverige och Etiopien, samt Sverige och Subsahariska Afrika som region.

## Historia
Den svenska representationen i Etiopien (Abessinien) omfattade 1922–1936 ett konsulat. 1936–1947 handla ambassaden i Kairo frågor avseende Etiopien. År 1960 omvandlades Addis Abeba till ambassad. Ambassadören har vanligen varit sidoackrediterad i Réunion, Djibouti och Madagaskar.

## Verksamhet
Ambassaden består av fem olika verksamhetsområden; sektionen för politik, handels- och kulturfrågor, sektionen för migration och konsulära ärenden, regionala biståndsavdelningen, bilaterala biståndsavdelningen samt administrationen. Dessa är olika grenar ur; Sida, Migrationsverket och Utrikesdepartementet som gifts samman till en myndighet. Vid ambassaden finns även en försvarsattaché ackrediterad som är underställd Försvarsmakten. Under 2011 arbetade tolv svenskar och cirka trettio lokalanställda på ambassaden. Ambassadören är även Sveriges permanenta representant till Afrikanska unionen. Ambassadören är också sidoackrediterad till Djibouti.
Den politiska sektionen består av två utsända, ambassadören och förstesekreteraren som arbetar med nationell- och regional politisk bevakning. Man arbetar även med bevakningen av Afrikanska unionen vars huvudkontor ligger i Addis Abeba. Ambassaden utöver detta även det subregionala samarbetet genom Intergovernmental Authority on Development (IGAD) och FN:s ekonomiska kommission för Afrika (UNECA).
Sektionen för migration och konsulära ärenden består av två utsända. Största delen av de lokalanställda arbetar för den sektionen, bland annat som tolkar och utredare. Huvuduppgiften ligger i att sköta migrationsarbetet mellan Sverige och Etiopien. Utöver viseringsärenden arbetar de främst med ärenden kring familjeåterförening.
Administrationen består av två utsända och har som huvuduppgift att sköta ambassadens dagliga verksamheter.

## Fastigheten
Ambassadtomten på 4 650 kvadratmeter var en gåva som kejsar Haile Selassie överlämnade till kung Gustaf V 1946. Då låg en villa på tomten som hade byggts under den italienska ockupationen 1939–41. I början fungerade villan som ambassadörsresidens och ambassaden var inrymd i källarvåningen. 1962 uppfördes efter ritningar av Börje Wehlin en ny kontorsbyggnad på tomten. Den nya fastigheten omfattade en våning med hel källare och i källarvåningen låg, förutom kanslilokaler, också en lägenhet som senare gjordes om till kontor.
Efter det beslutades 1995 att biståndsorganet Sidas verksamhet skulle integreras med ambassaden byggdes kontoret ut 1997–98 efter ritningar av arkitekt Gunnar Åsell. Det gamla envåningshuset fick nu ytterligare en våning och fastigheten förbands genom en gång i markplan med en länga före detta tjänstebostäder som nu också är kontor.
Åsell fick in dagsljus i fastighetens innersta delar i båda våningsplanen genom ett lanternintak och stora öppningar i golvet mellan våningarna. Inredning utgörs av ljusa och lätta färger och möbleringen har en "svensk känsla" med blonda färgskalor och ljusa träslag. Väggarna är putsade och målade. Golven är täckta med linoleum och kalksten. Ambassaden kompletterades 2007 med ett nytt viseringskansli. Samtliga byggnader förvaltas av Statens fastighetsverk.

## Fakta fastigheten
Data:
- Byggår: Ursprunglig byggnad 1939–41, ny kontorsbyggnad 1962, ombyggnad 1997–98
- Arkitekt: okänd, 1962 Börje Wehlin, ombyggnad 1997–1998 och viseringskansli 2007 Gunnar Åsell.
- Besöksadress: Ras Tessema Sefer, Higher 3, K-53, hus 891
- Förvaltare: Anders Ingmo, Statens fastighetsverk

## Beskickningschefer
| Namn                     | Period    | Funktion   | Ackreditering                                                             |
| ------------------------ | --------- | ---------- | ------------------------------------------------------------------------- |
| Widar Bagge              | 1945–1950 | Envoyé     | Sidoackrediterad från ambassaden i Kairo.                                 |
| Erik Wisén               | 1950–1953 | Envoyé     |                                                                           |
| Eyvind Bratt             | 1953–1959 | Envoyé     | Sidoackrediterad till Khartoum (från 1957).                               |
| Åke Sjölin               | 1960–1964 | Ambassadör | Sidoackrediterad till Khartoum samt Mogadishu och Tananarive (från 1961). |
| Erland Kleen             | 1964–1967 | Ambassadör | Sidoackrediterad till Khartoum (till 1966) och Tananarive.                |
| Carl Bergenstråhle       | 1967–1972 | Ambassadör | Sidoackrediterad till Aden och Tananarive.                                |
| Lars Hedström            | 1972–1975 | Ambassadör | Sidoackrediterad till Aden och Tananarive.                                |
| Bengt Friedman           | 1976–1978 | Ambassadör | Sidoackrediterad till Tananarive och Port Louis.                          |
| Arne Helleryd            | 1978–1982 | Ambassadör |                                                                           |
| Nils Revelius            | 1983–1988 | Ambassadör | Sidoackrediterad till Djibouti.                                           |
| Birgitta Karlström Dorph | 1988–1993 | Ambassadör |                                                                           |
| Ann Wilkens              | 1993–1995 | Ambassadör |                                                                           |
| Carl Olof Cederblad      | 1995–1998 | Ambassadör | Sidoackrediterad till Asmara.                                             |
| Johan Holmberg           | 1999–2002 | Ambassadör |                                                                           |
| Håkan Åkesson            | 2002–2005 | Ambassadör | Sidoackrediterad till Khartoum.                                           |
| Staffan Tillander        | 2005–2009 | Ambassadör | Sidoackrediterad till Khartoum (till 2008).                               |
| Jens Odlander            | 2009–2013 | Ambassadör |                                                                           |
| Jan Sadek                | 2013–2017 | Ambassadör |                                                                           |
| Torbjörn Pettersson      | 2017–2020 | Ambassadör |                                                                           |
| Hans Henric Lundqvist    | 2020–     | Ambassadör |                                                                           |